# Longhualijn
De Longhualijn (Engels: Longhua line, Traditioneel Chinees:龍華線, Pinyin: Long Hua Xian) is de vierde lijn van het metronetwerk van Shenzhen. Hij werd eind december 2004 geopend. De lijn werd in 2010 overgedragen aan het bedrijf Hongkongse MTR. De Longhualijn rijdt van Futian Checkpoint naar Qinghu via het nieuwe Shenzhen North Station. In totaal kent de lijn vijftien stations waarvan de eerste zeven ondergronds zijn. De lijn deelt een overstapstation met ieder van de vier andere lijnen van de metro. Bij station Futian Checkpoint is het mogelijk om over de grens naar Hongkong te gaan, daarna moet je wel naar station Lok Ma Chau van de East Rail Line van de MTR reizen naar het centrum van Hongkong.

## Stations
| Stations naam (Engels)         | Stations naam (T.Chinees) | Stations naam (V.Chinees) | Pinyin              | Uitspraak in Kantonees  | Soort perron                           | Overstapmogelijkheden | Overstapmogelijkheden                       | Gebied |
| ------------------------------ | ------------------------- | ------------------------- | ------------------- | ----------------------- | -------------------------------------- | --------------------- | ------------------------------------------- | ------ |
|                                |                           |                           |                     |                         |                                        |                       |                                             |        |
| Futian Checkpoint              | 福田口岸                  | 福田口岸                  | Fútián kǒu`àn       | Foek tin hou on         | Zij- en eilandperron (Spaanse methode) |                       | MTR East Rail Line (op station Lok Ma Chau) | Futian |
| Fumin                          | 福民                      | 福民                      | Fú mín              | Fok man                 | Eilandperron                           | Xililijn/西麗線       | Xililijn/西麗線                             | Futian |
| Convention & Exhibition Center | 會展中心                  | 会展中心                  | Huìzhǎn zhōngxīn    | Woei tjiem tjong sam    | Zijperron                              |                       | Luobaolijn/羅寶線                           | Futian |
| Civic Center                   | 市民中心                  | 市民中心                  | Shìmín zhōngxīn     | Sjie man tjong sam      | Zijperrons                             |                       | Shekoulijn/蛇口線                           | Futian |
| Children's Palace              | 少年宮                    | 少年宮                    | Shàoniángōng        | Siew nieng kang         | Zijperrons                             |                       | Longganglijn/龍崗線                         | Futian |
| Lianhua North                  | 蓮花北                    | 莲花北                    | Liánhuā běi         | Lien va pak             | Eilandperron                           | -                     | -                                           | Futian |
| Shangmeilin                    | 上梅林                    | 上梅林                    | Shàng méilín        | Sheung mui lang         | Eilandperron                           | Neihuanlijn/內環線    | Neihuanlijn/內環線                          | Futian |
| Minle                          | 民樂                      | 民乐                      | Mínyuè              | Man loh                 | Eilandperron                           | -                     | -                                           | Bao'an |
| Baishilong                     | 白石龍                    | 白石龙                    | Báishí lóng         | Bak sik long            | Eilandperron                           | -                     | -                                           | Bao'an |
| Shenzhen North Station         | 深圳北站                  | 深圳北站                  | Shēnzhèn běi        | Sam tjan pak            | Eilandperron                           |                       | Huanzhonglijn/環中線                        | Bao'an |
| Shenzhen North Station         | 深圳北站                  | 深圳北站                  | Shēnzhèn běi        | Sam tjan pak            | Eilandperron                           | Guangminglijn/光明線  |                                             | Bao'an |
| Hongshan                       | 紅山                      | 红山                      | Hóng shān           | Gong shan               | Eilandperron                           | Guangminglijn/光明線  | Guangminglijn/光明線                        | Bao'an |
| Shangtang                      | 上塘                      | 上塘                      | Shàngtáng           | Sheung tong             | Eilandperron                           | Guangminglijn/光明線  | Guangminglijn/光明線                        | Bao'an |
| Longsheng                      | 龍勝                      | 龙胜                      | Lóng shèng          | Long saan               | Eilandperron                           | -                     | -                                           | Bao'an |
| Longhua                        | 龍華                      | 龙华                      | Lónghuá             | Long wa                 | Eilandperron                           | -                     | -                                           | Bao'an |
| Qinghu                         | 清湖                      | 清湖                      | Qīng hú             | Tsing wu                | Eilandperron                           | -                     | -                                           | Bao'an |
| Qing hua                       | 清華                      | 清华                      | Qīnghuá             | Tsing wa                | ?                                      | -                     | -                                           | Bao'an |
| Zhu cun                        | 竹村                      | 竹村                      | Zhúcūn              | Tjok tin                | ?                                      | -                     | -                                           | Bao'an |
| Century Plaza West             | 世紀廣場西                | 世纪广场西                | Shìjì guǎngchǎng xi | Sei kei kwong tsong sei | ?                                      | -                     | -                                           | Bao'an |
| Jiangnan New Town              | 江圍新村                  | 江围新村                  | Jiāng wéi xīncūn    | Kon wei san tjuun       | ?                                      | -                     | -                                           | Bao'an |
| Guan Lan Centre                | 觀瀾中心                  | 观澜中心                  | Guānlán zhōngxīn    | Kwoen laan tjong sam    | ?                                      | -                     | -                                           | Bao'an |
| Song Yuan                      | 松元                      | 松元                      | Sōngyuán            | Tsjong juun             | ?                                      | -                     | -                                           | Bao'an |
|                                |                           |                           |                     |                         |                                        |                       |                                             |        |

Schuingedrukt: nog niet in gebruik en mogelijke naam.
Futian Checkpoint · Fumin · Convention & Exhibition Center · Civic Center · Children’s Palace · Lianhua North · Shangmeilin · Minle · Baishilong · Shenzhen North · Hongshan · Shangtang · Longsheng · Longhua · Qinghu
Changchun · 
Changsha · 
Changzhou · 
Chengdu · 
Chongqing · 
Dalian · 
Fuzhou · 
Guangzhou · 
Guiyang · 
Hangzhou · 
Harbin · 
Hefei · 
Hongkong · 
Jinan · 
Kunming · 
Lanzhou · 
Nanchang · 
Nanjing · 
Nanning · 
Ningbo · 
Peking · 
Qingdao · 
Shanghai · 
Shenyang · 
Shenzhen · 
Tianjin · 
Wuhan · 
Wuxi · 
Xi'an · 
Zhengzhou